# Klarenbeek (natuurgebied)
Klarenbeek is een klein natuurterrein tussen Amsterdam-Zuidoost en Abcoude. Het terrein wordt beheerd door de Natuurvereniging De Ruige Hof. De oppervlakte is 5 hectare en er ligt meer dan twee kilometer aan onverharde paden.
Het terrein ontstond aan het eind van de tachtiger jaren van de 20e eeuw, toen een stuk grond overbleef tussen het nieuw aan te leggen park De Hoge Dijk en de bebouwing van Amsterdam. Het gebied is daarna verder ingericht waardoor een groot aantal biotopen is ontstaan: hooiland, blauwgrasland, rietland, griend en bos. Ook is er een heemtuin en een kruidentuin.
Het terrein heeft een grote biodiversiteit met o.a. rietorchis, moeraskartelblad en spaanse ruiter. Tot de broedvogels behoren blauwborst en koekoek. Ook worden er veel libellen gezien, waar onder de gevlekte witsnuitlibel.